# Mała sprzedawczyni owoców
Mała sprzedawczyni owoców – powstały w 2. poł. XVII w. obraz autorstwa hiszpańskiego barokowego malarza Bartolomé Estebana Murilla.
Obraz znajduje się w zbiorach Starej Pinakoteki w Monachium.